# Quidam (spectacle)

Logo du spectacle Quidam.

 (juin 2009).
Si vous disposez d'ouvrages ou d'articles de référence ou si vous connaissez des sites web de qualité traitant du thème abordé ici, merci de compléter l'article en donnant les références utiles à sa vérifiabilité et en les liant à la section « Notes et références ».
Quidam est un spectacle du Cirque du Soleil dont la première eut lieu à Montréal le 23 avril 1996. Provenant du latin « quidam » signifiant une personne que l’on ne nomme pas clairement, le spectacle a une atmosphère sombre. C’est le premier spectacle de la compagnie à suivre un scénario. Quidam parle des humains, et se veut proche du public. La dernière représentation de Quidam eut lieu le 26 février 2016 à Christchurch en Nouvelle-Zélande.

## La conception
Après la fantasmagorie des précédentes créations, Franco Dragone (metteur en scène) a voulu créer un spectacle plus ancré dans la réalité. Il a réuni autour de lui Benoît Jutras (compositeur),  François Bergeron (concepteur sonore) ou Guy Laliberté (Guide et fondateur du cirque).

## Les numéros
Quidam contient ce que l’on appelle un squelette acrobatique qui est la base même du show. C’est autour de celui-ci que se construit l’univers du spectacle. 
Depuis sa création, le spectacle a connu certaines modifications. Néanmoins, certains numéros ont toujours fait partie du spectacle. C’est le cas de la roue allemande, des enfants d’aciers avec leur numéro de diabolo, du numéro de contorsion aérienne, des cerceaux aériens, du numéro de cordes à sauter, des cordes lisses, de l’équilibre sur cannes, des statues (mains à mains), des cordes volantes (mélange de trapèze et cordes lisses) et du numéro de banquine. 
D'autres numéros ont été rajoutés au fil du temps comme ceux des jongleurs. Quant aux numéros disparus, il s'agit des numéros de courroie aérienne, de manipulation et de hula-hoop.

## Tournées
- Tournée Nord – Américaine 1 (Canada et États-Unis): 1996 -1998.
- Tournée Européenne 1: 1999 – 2001.
- Tournée Nord – Américaine 2 (États-Unis): 2002.
- Tournée Japonaise: 2003.
- Tournée Canada – Australie : 2004 – 2005.
- Tournée Nord – Américaine 3 (Canada et États-Unis): 2006.
- Tournée Asiatique : 2007[2].
- Tournée Mexique  : 2007 - 2008.
- Tournée Européenne 2 : 2008 - 2009.
- Tournée Sud - Américaine : 2009 - 2010.
- Tournée Nord - Américaine 4 : 2010 - 2013.
- Tournée Européenne arena : 2013 -2016